# Gilbert L. Voss
Gilbert L. Voss (Hypoluxo, 1918 – 23 gennaio 1989) è stato un ambientalista e oceanografo statunitense.
Fu una delle figure principali dietro la creazione del John Pennekamp Coral Reef State Park a Key Largo, in Florida, e si batté con successo contro diversi progetti di sviluppo immobiliare che avrebbero potuto mettere a rischio l'ecosistema delle Florida Keys.

## Primi anni e formazione
Voss nacque a Hypoluxo, in Florida, nel 1918, figlio dei pionieri della Florida meridionale, il Capitano Frederick C. Voss e sua moglie Lillie Pierce Voss, quest'ultima inserita nella Florida Women's Hall of Fame nel 2012. Suo padre era capitano di imbarcazioni e ingegnere a vapore. Voss crebbe a stretto contatto con l'acqua, navigando e pescando fin da giovane. Aveva due fratelli, Frederick Jr. e Walter, entrambi guide e capitani in tornei di pesca al tonno e ai pesci vela in tutta la Florida e nei Caraibi.
Conseguì la laurea triennale e magistrale presso l'Università di Miami e un dottorato presso la George Washington University.

## Carriera
Nel 1951, Voss iniziò la sua carriera presso l'Università di Miami. Dal 1962 al 1973 fu presidente del dipartimento di biologia dell'università. Fu ricercatore presso il Woods Hole Oceanographic Institute, redattore del Bulletin of Marine Science e della rivista Studies in Tropical Oceanography. Al momento del suo pensionamento nel 1988, era professore presso la Rosenstiel School of Marine, Atmospheric, and Earth Science dell'università.
Voss pubblicò oltre 200 lavori, tra cui 73 recensioni di libri, 16 editoriali e 124 articoli di ricerca su argomenti molto vari, tra cui cefalopodi, pesci, crostacei, botanica, zoogeografia, storia dell'oceanografia, antropologia, archeologia, pesca e biologia marina e degli abissi. Fu autore o coautore delle descrizioni di due nuove famiglie o sottofamiglie, sei nuovi generi e oltre 65 nuove specie o sottospecie.
Come teutologo, Voss «ha ricoperto un ruolo di primo piano nella ricerca americana sui cefalopodi per quasi 40 anni».
La sua influenza sul rilancio della ricerca sistematica sui cefalopodi è così importante che quasi nessun articolo è stato pubblicato sulla sistematica e zoogeografia dei cefalopodi, e persino su altri aspetti della biologia e della pesca dei cefalopodi, senza citare almeno uno dei lavori di Voss. Questo è stato vero per quasi quattro decenni e continuerà ad esserlo per molti decenni nel XXI secolo.
Voss fu autore dei libri Seashore Life of Florida and the Caribbean e Coral Reefs of Florida. Una specie di granchio nuotatore, il Portunus vossi, porta il suo nome in suo onore.

## Vita personale
Voss era sposato con Nancy A. Voss (1929-2020), Professoressa Emerita di Ricerca e Direttrice del Museo presso la Rosenstiel School of Marine, Atmospheric, and Earth Science dell'Università di Miami. Suo figlio, Robert Voss, è curatore del Dipartimento di Mammalogia nella Divisione di Zoologia dei Vertebrati presso l'American Museum of Natural History.